# Pohjola
Pohjola is een plek in de Finse mythologie. De naam "Pohjola" verwijst naar Pohja (Noord), als windstreek of het poolgebied, en in de wereld van het epische gedicht Kalevala naar het land van de Saami. 
In de werkelijkheid behoren delen van Lapland en het oude Kainuu tot Pohjola. Als mythologische plek is Pohjola een bron van het kwaad; een onheilspellend en koud land ver weg in het noorden. In de mythologische versie is Louhi de heerseres van Pohjola; een machtige heks van het kwade. 

## Muziek
- Jean Sibelius schreef in 1906 de symfonische fantasie Pohjolan tytär [Pohjola's dochter], op. 49.